# Ochthebius andalusicus
Ochthebius andalusicus är en skalbaggsart som beskrevs av Manfred A. Jäch och Castro 1999. Ochthebius andalusicus ingår i släktet Ochthebius och familjen vattenbrynsbaggar. Inga underarter finns listade i Catalogue of Life.